# Meadowbank, New South Wales
Meadowbank este o suburbie în Sydney, Australia.